# 马鞍山镇
马鞍山镇，是中华人民共和国吉林省四平市伊通满族自治县下辖的一个乡镇级行政单位。

## 行政区划
马鞍山镇下辖以下地区：
马安社区、东风村、北岗子村、友联村、马安山村、街里村、前进村、新农村、铁炉村、幸福村、岗阳村、富强村、新发村和新风村。